# Pierre-Alexandre Rousseau
Pierre-Alexandre Rousseau (ur. 6 października 1979 w Drummondville) – kanadyjski narciarz dowolny. Jego największym sukcesem jest złoty medal w jeździe po muldach wywalczony podczas mistrzostw świata w Whistler. Ponadto zdobył srebrny medal w tej samej konkurencji na mistrzostwach świata w Madonna di Campiglio. Zajął także piąte miejsce w jeździe po muldach na igrzyskach olimpijskich w Vancouver.
Najlepsze wyniki w Pucharze Świata osiągnął w sezonie 2000/2001, kiedy to zajął 6. miejsce w klasyfikacji generalnej, a w klasyfikacji jazdy po muldach po muldach był trzeci.

## Osiągnięcia

### Igrzyska olimpijskie
| Miejsce | Dzień     | Rok  | Miejscowość | Konkurencja      | Zwycięzca          |
| ------- | --------- | ---- | ----------- | ---------------- | ------------------ |
| 5.      | 14 lutego | 2010 | Vancouver   | Jazda po muldach | Alexandre Bilodeau |

### Mistrzostwa świata
| Miejsce | Dzień       | Rok  | Miejscowość          | Konkurencja                 | Zwycięzca          |
| ------- | ----------- | ---- | -------------------- | --------------------------- | ------------------ |
| 17.     | 14 marca    | 1999 | Meiringen            | Jazda po muldach podwójnych | Johann Grégoire    |
| 2.      | 19 stycznia | 2001 | Whistler             | Jazda po muldach            | Mikko Ronkainen    |
| 9.      | 21 stycznia | 2001 | Whistler             | Jazda po muldach podwójnych | Stéphane Yonnet    |
| 32.     | 31 stycznia | 2003 | Deer Valley          | Jazda po muldach            | Mikko Ronkainen    |
| 8.      | 1 lutego    | 2003 | Deer Valley          | Jazda po muldach podwójnych | Jeremy Bloom       |
| 7.      | 19 marca    | 2005 | Ruka                 | Jazda po muldach            | Nathan Roberts     |
| 7.      | 20 marca    | 2005 | Ruka                 | Jazda po muldach podwójnych | Toby Dawson        |
| 1.      | 9 marca     | 2007 | Madonna di Campiglio | Jazda po muldach            | -                  |
| 9.      | 10 marca    | 2007 | Madonna di Campiglio | Jazda po muldach podwójnych | Dale Begg-Smith    |
| 17.     | 7 marca     | 2009 | Inawashiro           | Jazda po muldach            | Patrick Deneen     |
| 10.     | 2 lutego    | 2011 | Deer Valley          | Jazda po muldach            | Guilbaut Colas     |
| 29.     | 5 lutego    | 2011 | Deer Valley          | Muldy podwójne              | Alexandre Bilodeau |

### Puchar Świata

#### Miejsca w klasyfikacji generalnej
- sezon 1997/1998: 45.
- sezon 1998/1999: 30.
- sezon 1999/2000: 6.
- sezon 2000/2001: 7.
- sezon 2001/2002: 60.
- sezon 2002/2003: 6
- sezon 2003/2004: 26.
- sezon 2004/2005: 32.
- sezon 2005/2006: 56.
- sezon 2006/2007: 12.
- sezon 2007/2008: 19.
- sezon 2008/2009: 13.
- sezon 2009/2010: 75.
- sezon 2010/2011: 26
- sezon 2011/2012: 145.

#### Miejsca na podium
1. Steamboat Springs – 16 stycznia 1999 (Muldy podwójne) – 2. miejsce
2. Deer Valley – 8 stycznia 2000 (Jazda po muldach) – 3. miejsce
3. Livigno – 15 marca 2000 (Jazda po muldach) – 2. miejsce
4. Inawashiro – 3 lutego 2001 (Jazda po muldach) – 2. miejsce
5. Iizuna – 11 lutego 2001 (Jazda po muldach) – 2. miejsce
6. Himos – 11 marca 2001 (Jazda po muldach) – 3. miejsce
7. Ruka – 19 grudnia 2002 (Jazda po muldach) – 3. miejsce
8. Mont Tremblant – 11 stycznia 2003 (Jazda po muldach) – 1. miejsce
9. Lake Placid – 18 stycznia 2003 (Jazda po muldach) – 3. miejsce
10. Steamboat Springs – 8 lutego 2003 (Jazda po muldach) – 2. miejsce
11. Madarao – 22 lutego 2003 (Jazda po muldach) – 1. miejsce
12. Madarao – 23 lutego 2003 (Jazda po muldach) – 3. miejsce
13. Airolo – 7 marca 2004 (Jazda po muldach) – 2. miejsce
14. Sauze d’Oulx – 14 marca 2004 (Jazda po muldach) – 2. miejsce
15. Inawashiro – 5 marca 2006 (Jazda po muldach) – 3. miejsce
16. Deer Valley – 13 stycznia 2007 (Muldy podwójne) – 3. miejsce
17. La Plagne – 6 lutego 2007 (Muldy podwójne) – 2. miejsce
18. Tignes – 13 grudnia 2007 (Jazda po muldach) – 1. miejsce
19. Méribel – 18 grudnia 2008 (Muldy podwójne) – 1. miejsce
20. Mont Gabriel – 24 stycznia 2009 (Jazda po muldach) – 3. miejsce
21. Åre – 13 lutego 2009 (Jazda po muldach) – 2. miejsce
22. Beidahu – 21 grudnia 2010 (Jazda po muldach) – 3. miejsce
23. Lake Placid – 23 stycznia 2011 (Jazda po muldach) – 3. miejsce

- W sumie 4 zwycięstwa, 9 drugich i 10 trzecich miejsc.